# Vágújhely vasútállomás
Vágújhely vasútállomás Vágújhelyen, a Vágújhelyi járásban van, melyet a Železničná spoločnosť Slovensko a.s. üzemeltet.

## Vasútvonalak
Az állomást az alábbi vasútvonalak érintik:
- Pozsony–Zsolna-vasútvonal
- Vágújhely–Veselí nad Moravou-vasútvonal

## Kapcsolódó állomások
A vasútállomáshoz az alábbi állomások vannak a legközelebb:
- Vágmosóc megállóhely
- Bogoszló vasútállomás
- Csejte vasútállomás

## Forgalma
| Járat            | Útvonal      | Gyakoriság |            |
| ---------------- | ------------ | --- | ---------- |
| személyvonat     | Os 3307      | Lipótvár – Vágmedence – Nagykosztolány – Vágdebrőd – Pöstyén – Felsőszerdahely – Brunóc – Vágmosóc – Vágújhely – Bogoszló - Melcsicmogyoród – Vágegyháza-Alsózáros – Trencsén-Vágaranyos – Trencsén – Trencsén-Vágapátfalva – Hőlak – Máriatölgyes – Illava – Kasza – Lédec – Bellus – Alsókocskóc – Puhó – Vágormos – Milohó – Vágbeszterce – Vághéve – Pelyvássomfalu – Peredmér – Nagybiccse – Alsóricsó – Felsőricsó – Zsolna | napi 1 pár |
| Regional-Express | REx Tematín  | Pozsony főpályaudvar – Pozsony-Szőlőhegy – Bazin – Senkőc – Nagyszombat – Lipótvár – Pöstyén – Felsőszerdahely – Vágújhely – Trencsén | napi 1 pár |
| Regional-Express | REx Javorník | Pozsony főpályaudvar – Pozsony-Szőlőhegy – Bazin – Senkőc – Nagyszombat – Lipótvár – Pöstyén – Felsőszerdahely – Vágújhely – Bogoszló – Melcsicmogyoród – Vágegyháza-Alsózáros – Trencsén-Vágaranyos – Trencsén | napi 1 pár |